# Mike Ezell
Walter Michael Ezell (Pascagoula, 6 aprile 1959) è un politico statunitense, membro della Camera dei rappresentanti per lo Stato del Mississippi dal 2023.